# Funció de transferència de bucle tancat
En la teoria del control, una funció de transferència de bucle tancat és una funció matemàtica que descriu el resultat net dels efectes d'un bucle de control de retroalimentació sobre el senyal d'entrada a la planta sota control.

## Visió general
La funció de transferència de bucle tancat es mesura a la sortida. El senyal de sortida es pot calcular a partir de la funció de transferència de bucle tancat i el senyal d'entrada. Els senyals poden ser formes d'ona, imatges o altres tipus de flux de dades.
A la figura es mostra un exemple de funció de transferència de bucle tancat.
El node sumador i els blocs G(s) i H(s) es poden combinar en un sol bloc, que tindria la següent funció de transferència:
{\displaystyle {\dfrac {Y(s)}{X(s)}}={\dfrac {G(s)}{1+G(s)H(s)}}}
{\displaystyle G(s)} s'anomena funció de transferència anticipada, {\displaystyle H(s)} s'anomena funció de transferència de retroalimentació i el seu producte {\displaystyle G(s)H(s)} s'anomena funció de transferència de bucle obert.

## Derivació
Es definineix un senyal intermedi Z (també conegut com a senyal d'error) que es mostra de la següent manera:
Amb aquesta figura s'escriu:
{\displaystyle Y(s)=G(s)Z(s)}
{\displaystyle Z(s)=X(s)-H(s)Y(s)}
Ara, calconnectar la segona equació a la primera per eliminar Z(s):
{\displaystyle Y(s)=G(s)[X(s)-H(s)Y(s)]}
Moure tots els termes amb Y(s) al costat esquerre i mantenir el terme amb X(s) al costat dret:
{\displaystyle Y(s)+G(s)H(s)Y(s)=G(s)X(s)}
Per tant,
{\displaystyle Y(s)(1+G(s)H(s))=G(s)X(s)}
{\displaystyle \Rightarrow {\dfrac {Y(s)}{X(s)}}={\dfrac {G(s)}{1+G(s)H(s)}}}